# ミクロ・オーディエンス
ミクロ・オーディエンス（Honey, I Shrunk the Audience!)は世界のディズニーパークにあったアトラクション。

## このアトラクションが存在していたパーク
- ディズニーランド（ディズニーランド・リゾート）
- エプコット（ウォルト・ディズニー・ワールド・リゾート）
- 東京ディズニーランド（東京ディズニーリゾート）: 名称は「ミクロアドベンチャー!」となっている。
- ディズニーランド・パーク（ディズニーランド・パリ）

## 概要
ディズニー映画『ミクロキッズ』シリーズをモチーフにした、立体(3D)映像と体感型を融合させたアトラクション。当初、エプコットに登場し、その後、アナハイム、東京、パリの各ディズニーランドに導入された。立体映像は偏光式3Dメガネをかけることによって映像が立体的に見えるもの。
体感とは具体的には次のような仕掛けが含まれている。
- ネズミが大量に発生し客席の下を走るという設定の際に椅子の下に仕掛けられた管からゲストの足に小刻みに空気が吹き付けられ、足元を実際にネズミが走り回っているような感覚を生じさせる。
- ゲストがミクロ化されている場面で、人物の足音に合わせて座席が振動する。
- 巨大化された犬がゲストに向かってくしゃみをした際に、前の座席に仕掛けられた管から霧状の水が噴射され、犬にくしゃみをかけられたような感覚を生じさせる。

ディズニーランドで配布されている日本語版パンフレット（公式日本語サイトからPDFでダウンロードも可能）では、「ミクロ・オーディエンス」と表記されているため、本記事でも「ミクロ・オーディエンス」と表記する。

## ストーリー
『ミクロキッズ』シリーズで活躍したウェイン・ザリンスキー博士が今年の発明家大賞を受賞することになった。ゲストはイマジネーション研究所で行われる授賞式に参列者として参加する。いよいよ授賞式が始まるが、ザリンスキー博士は出てこない。仕方なく別の発明を紹介するが、バーチャルペットマシンを使ってネコがライオンになったり、アダムがペットのネズミをコピー機で大量にコピーしたりと、パニックの連続。ようやくザリンスキー博士が登場し、ミクロマシンが登場するが、ミクロマシンのレーザー光線がザリンスキー博士の息子、ニックと客席に当たり、ミクロサイズにされてしまう。

## 原作映画との関係
プレショーのニュース映像で服部まこがチャニング会長に新聞を見せる場面で、子供を巨大化させた旨が語られることから『ジャイアント・ベビー』の後に設定されている。『ミクロキッズ3』の内容については触れられていないため、前後関係は不明。
なお、『ミクロキッズ3』はオリジナルビデオ作品であり、少なくとも日本では劇場公開されていない。日本での『ミクロキッズ3』の販売開始は、東京ディズニーランドでの「ミクロアドベンチャー!」オープン1か月前の1997年3月である。

## 出演
役名（俳優）
- ナイジェル・チャニング博士（エリック・アイドル）
- ウェイン・ザリンスキー博士（リック・モラニス）
- ダイアン・ザリンスキー（妻）（マーシャ・ストラスマン）
- ニック・ザリンスキー（長男）（ロバート・オリヴェリ）
- アダム・ザリンスキー（次男）（Daniel & Joshua Shalikar）
- Kristie Smithers （Katherine Lanasa）

## スタッフ
- ディレクター: ランダル・クレイザー
- プロデューサー: トーマス G. スミス
- エグゼクティブプロデューサー: Steven Kellerスティーブン・ケラー
- ビジュアルエフェクト: エリック・ブレビグ

## 音楽
- 作曲: ブルース・ブロートン

## 各施設紹介

### ディズニーランド
| ミクロ・オーディエンス Honey, I Shrunk the Audience! | ミクロ・オーディエンス Honey, I Shrunk the Audience! | ミクロ・オーディエンス Honey, I Shrunk the Audience! | ミクロ・オーディエンス Honey, I Shrunk the Audience! |
| ---------------------------------------------------- | ---------------------------------------------------- | ---------------------------------------------------- | ---------------------------------------------------- |
| オープン日                                           | オープン日                                           | 1998年5月22日                                        | 1998年5月22日                                        |
| クローズ日                                           | クローズ日                                           | 2010年1月4日                                         | 2010年1月4日                                         |
| スポンサー                                           | スポンサー                                           | Kodak                                                | Kodak                                                |
| 所要時間                                             | 所要時間                                             | 約23分                                               | 約23分                                               |
| 利用制限                                             |                                                      | なし                                                 | なし                                                 |
| シングルライダー                                     |                                                      |                                                      |                                                      |

### エプコット
| ミクロ・オーディエンス Honey, I Shrunk the Audience! | ミクロ・オーディエンス Honey, I Shrunk the Audience! | ミクロ・オーディエンス Honey, I Shrunk the Audience! | ミクロ・オーディエンス Honey, I Shrunk the Audience! |
| ---------------------------------------------------- | ---------------------------------------------------- | ---------------------------------------------------- | ---------------------------------------------------- |
| オープン日                                           | オープン日                                           | 1994年11月21日                                       | 1994年11月21日                                       |
| クローズ日                                           | クローズ日                                           | 2010年5月9日                                         | 2010年5月9日                                         |
| スポンサー                                           | スポンサー                                           | Kodak                                                | Kodak                                                |
| 所要時間                                             | 所要時間                                             | 約23分                                               | 約23分                                               |
| 利用制限                                             |                                                      | なし                                                 | なし                                                 |
| シングルライダー                                     |                                                      |                                                      |                                                      |

### ディズニーランド・パリ
| ミクロ・オーディエンス Honey, I Shrunk the Audience! | ミクロ・オーディエンス Honey, I Shrunk the Audience! | ミクロ・オーディエンス Honey, I Shrunk the Audience! | ミクロ・オーディエンス Honey, I Shrunk the Audience! |
| ---------------------------------------------------- | ---------------------------------------------------- | ---------------------------------------------------- | ---------------------------------------------------- |
| オープン日                                           | オープン日                                           | 1999年3月28日                                        | 1999年3月28日                                        |
| クローズ日                                           | クローズ日                                           | 2010年5月3日                                         | 2010年5月3日                                         |
| スポンサー                                           | スポンサー                                           | Kodak                                                | Kodak                                                |
| 所要時間                                             | 所要時間                                             | 約18分(メインショー約14分)                           | 約18分(メインショー約14分)                           |
| 定員                                                 | 定員                                                 | 369名                                                | 369名                                                |
| 利用制限                                             |                                                      | なし                                                 | なし                                                 |
| ファストパス                                         | ファストパス                                         |                                                      | ○                                                    |
| シングルライダー                                     | シングルライダー                                     |                                                      | 対象外                                               |

## キャプテンEOへの変更
2009年にマイケル・ジャクソンが死去した事を受け、ディズニーパークではこのアトラクションを休止しマイケルが主演していた「キャプテンEO」を再演している。ちなみに、4つのパークにあるこのアトラクションは全てキャプテンEOの跡地を使っている。
- ディズニーランド - 2010年1月4日にクローズ。同年2月23日にキャプテンEOを再オープン。
- エプコット - 2010年5月9日にクローズ。同年7月2日にキャプテンEOを再オープン。
- 東京ディズニーランド - 2010年5月10日にクローズ。同年7月1日にキャプテンEOを再オープン。
- ディズニーランド・パリ - 2010年1月4日にクローズ。同年6月12日にキャプテンEOを再オープン。